# Gòbids

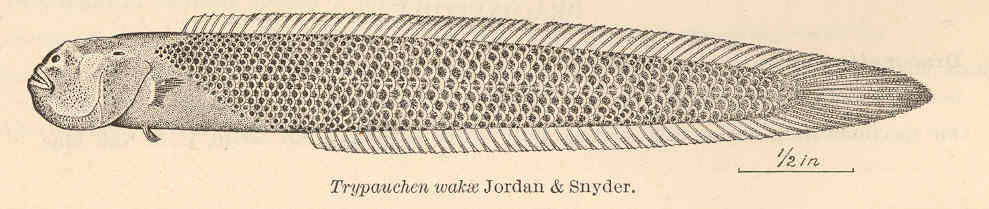
Trypauchen vagina

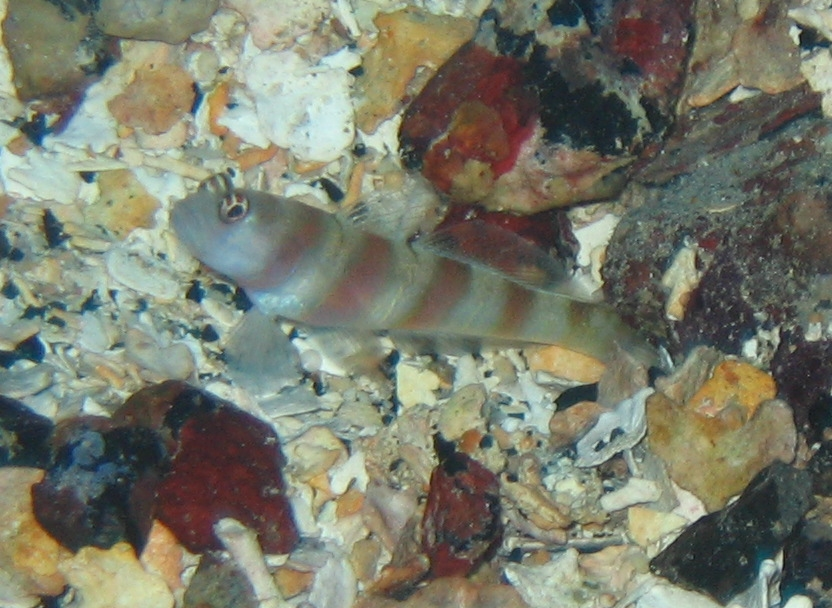
Amblyeleotris steinitzi fotografiat a la Micronèsia.

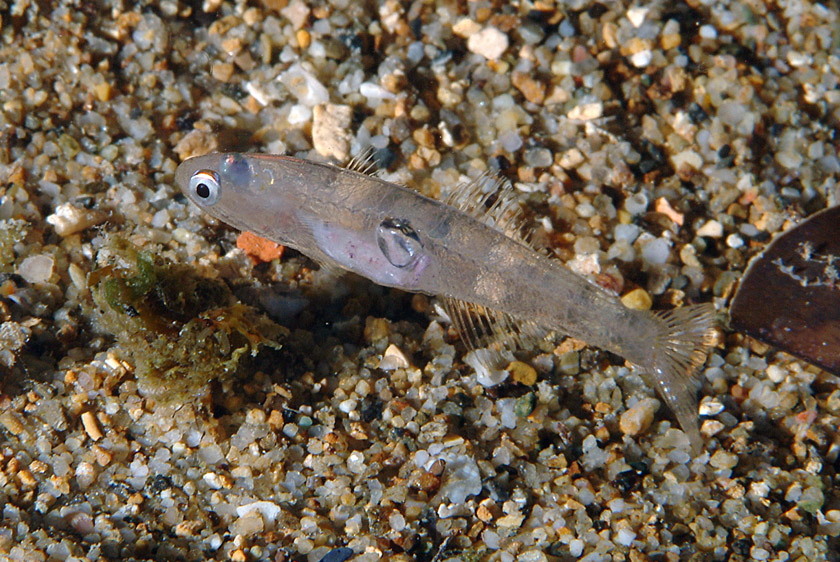
Aphia minuta

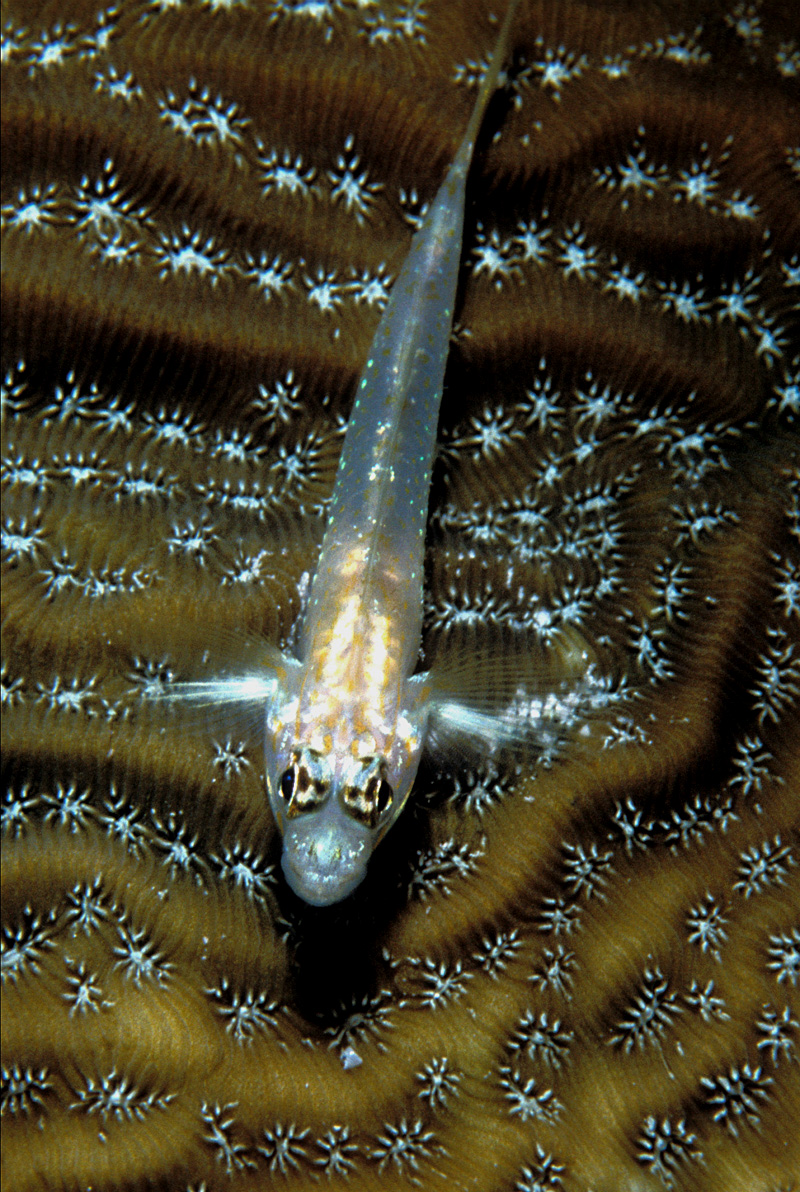
Coryphopterus glaucofraenum fotografiat a Curaçao (Antilles Neerlandeses)

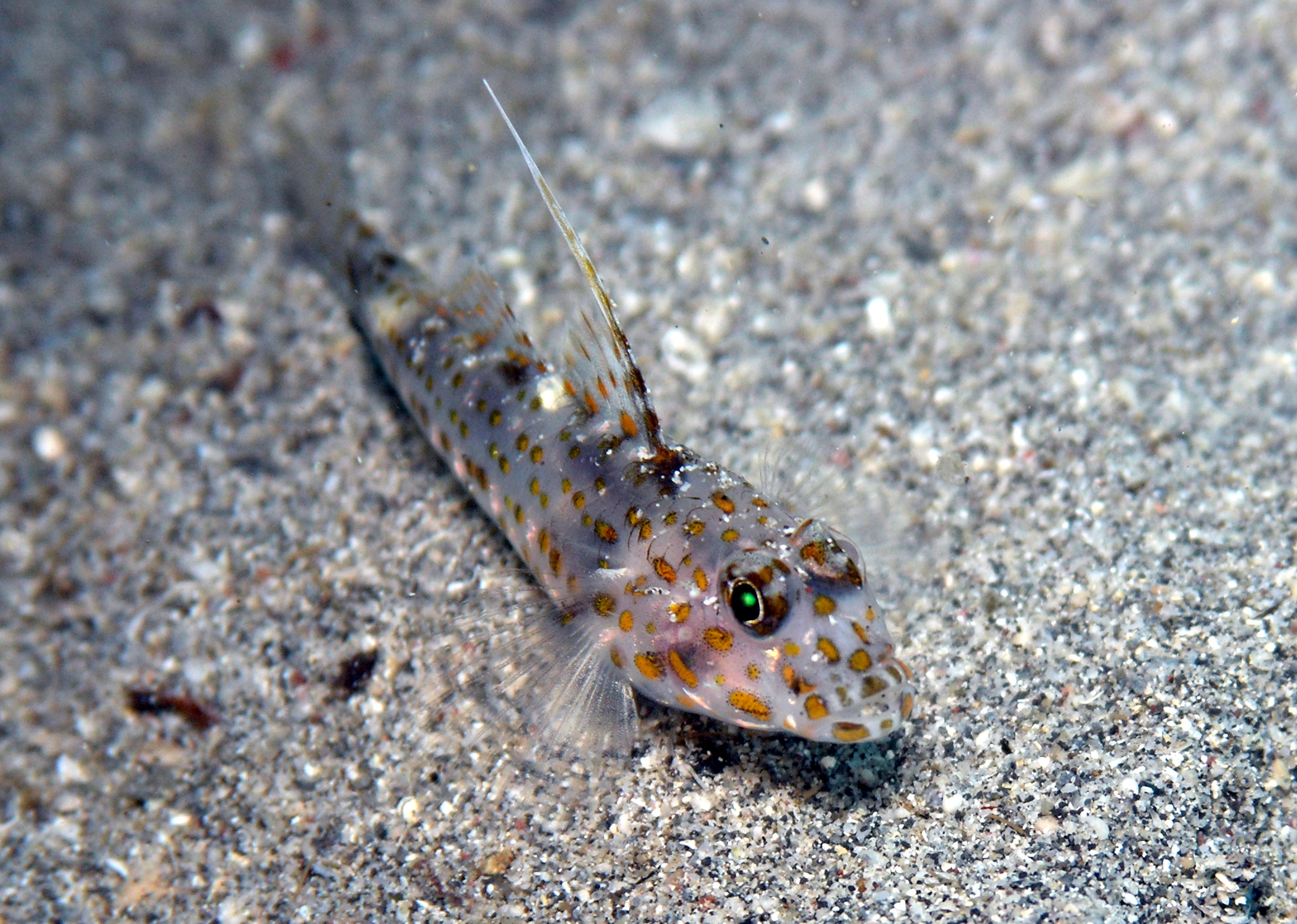
Ctenogobiops tangaroai fotografiat a Sulawesi (Indonèsia)

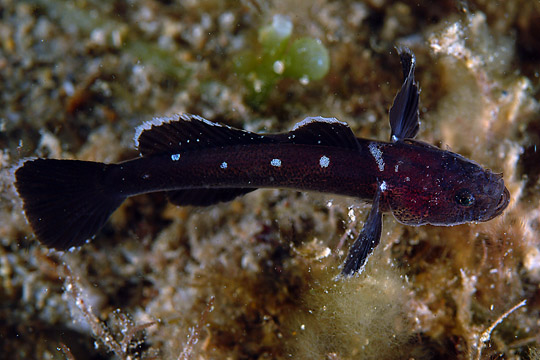
Didogobius schlieweni fotografiat a la Toscana (Itàlia).

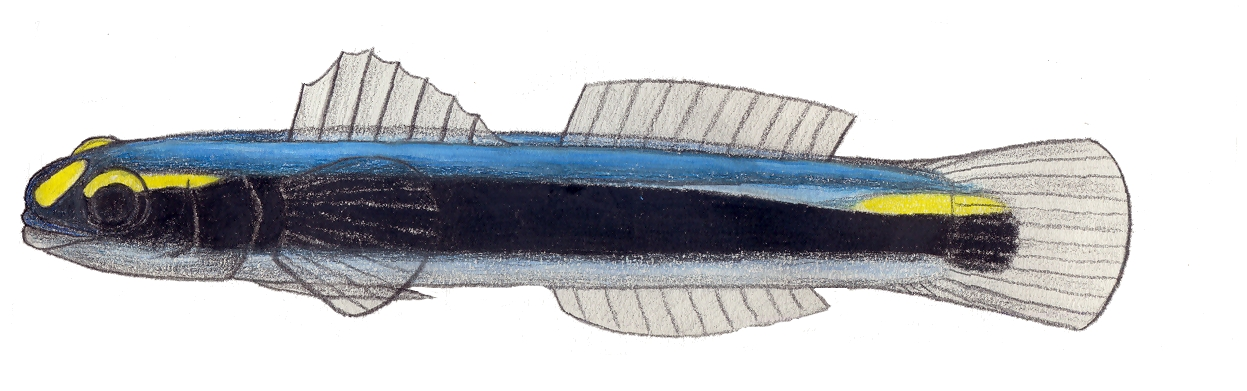
Elacatinus jarocho

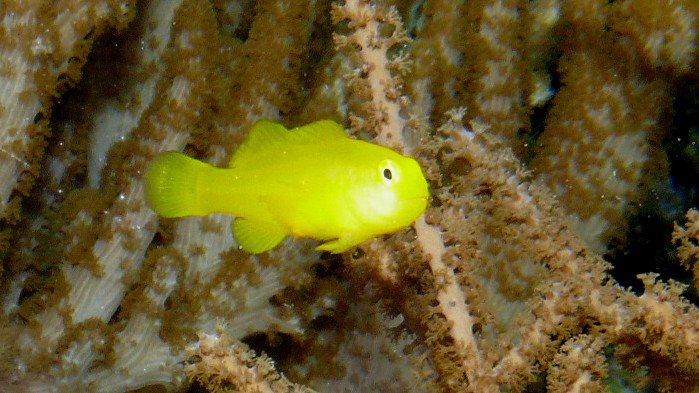
Gobiodon okinawae

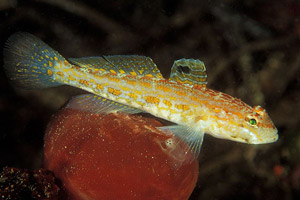
Gobius kolombatovici

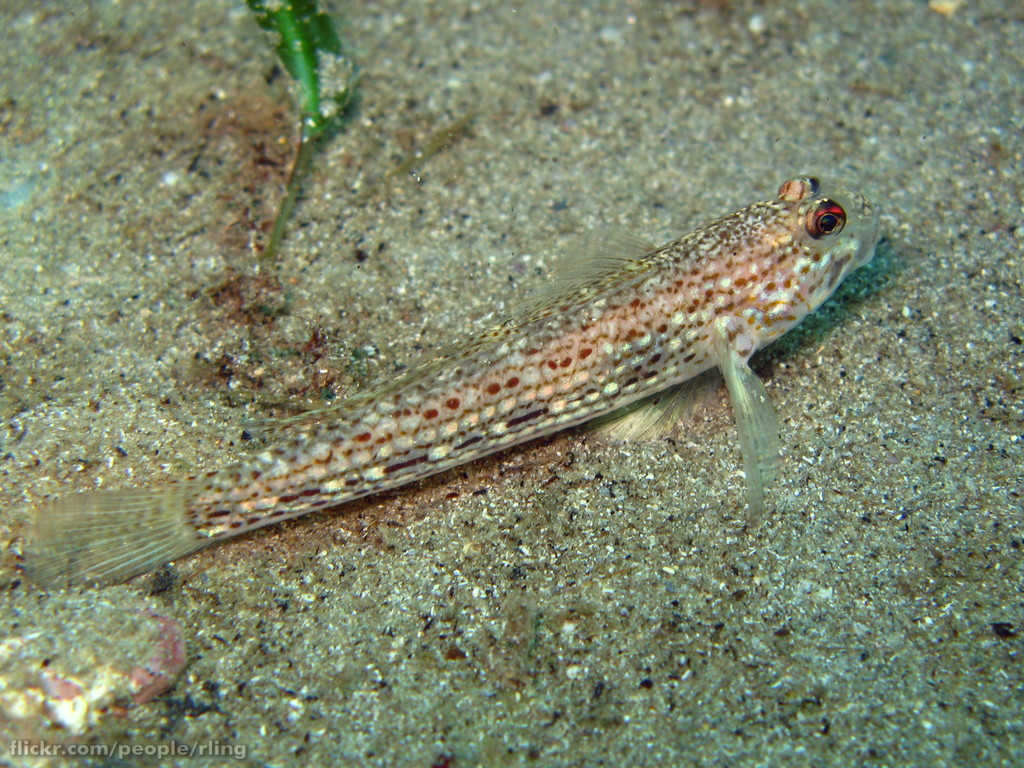
Istigobius hoesei fotografiat a Nova Gal·les del Sud (Austràlia).

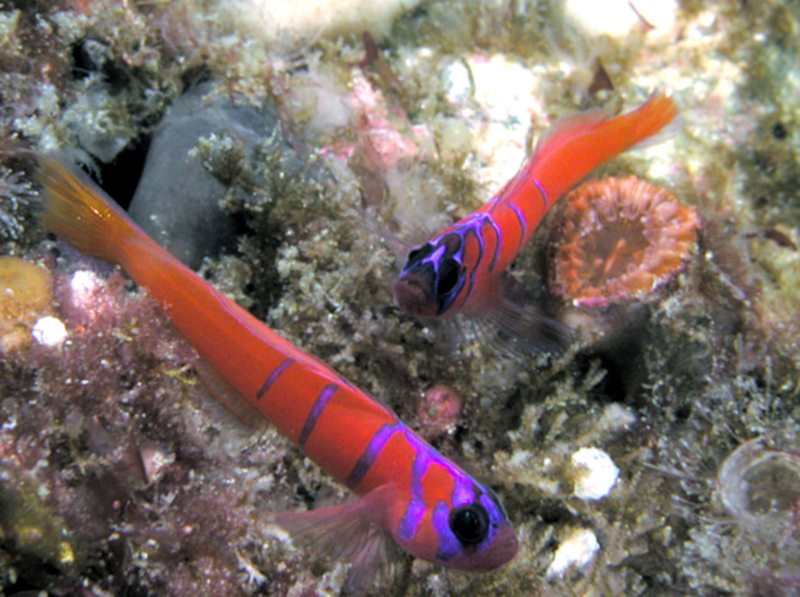
Exemplars de Lythrypnus dalli fotografiats a Califòrnia.

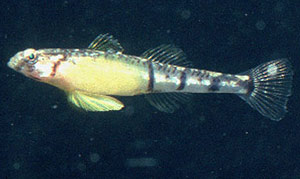
Pomatoschistus quagga

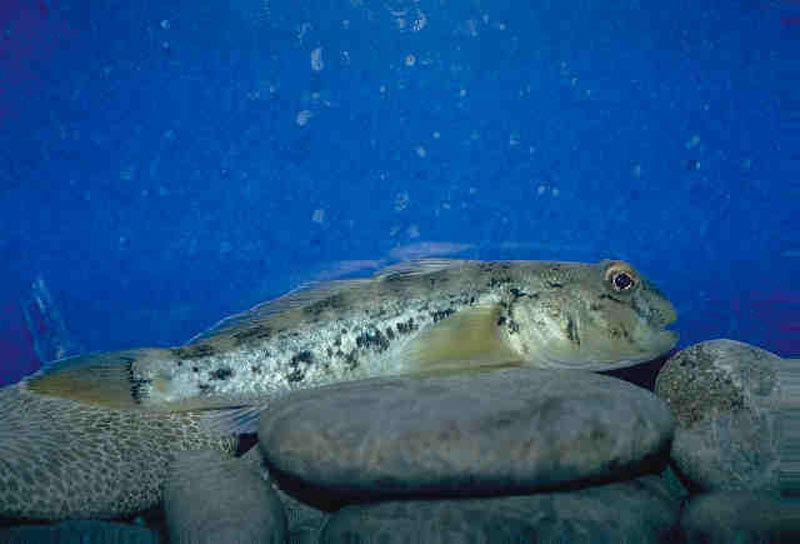
Neogobius melanostomus

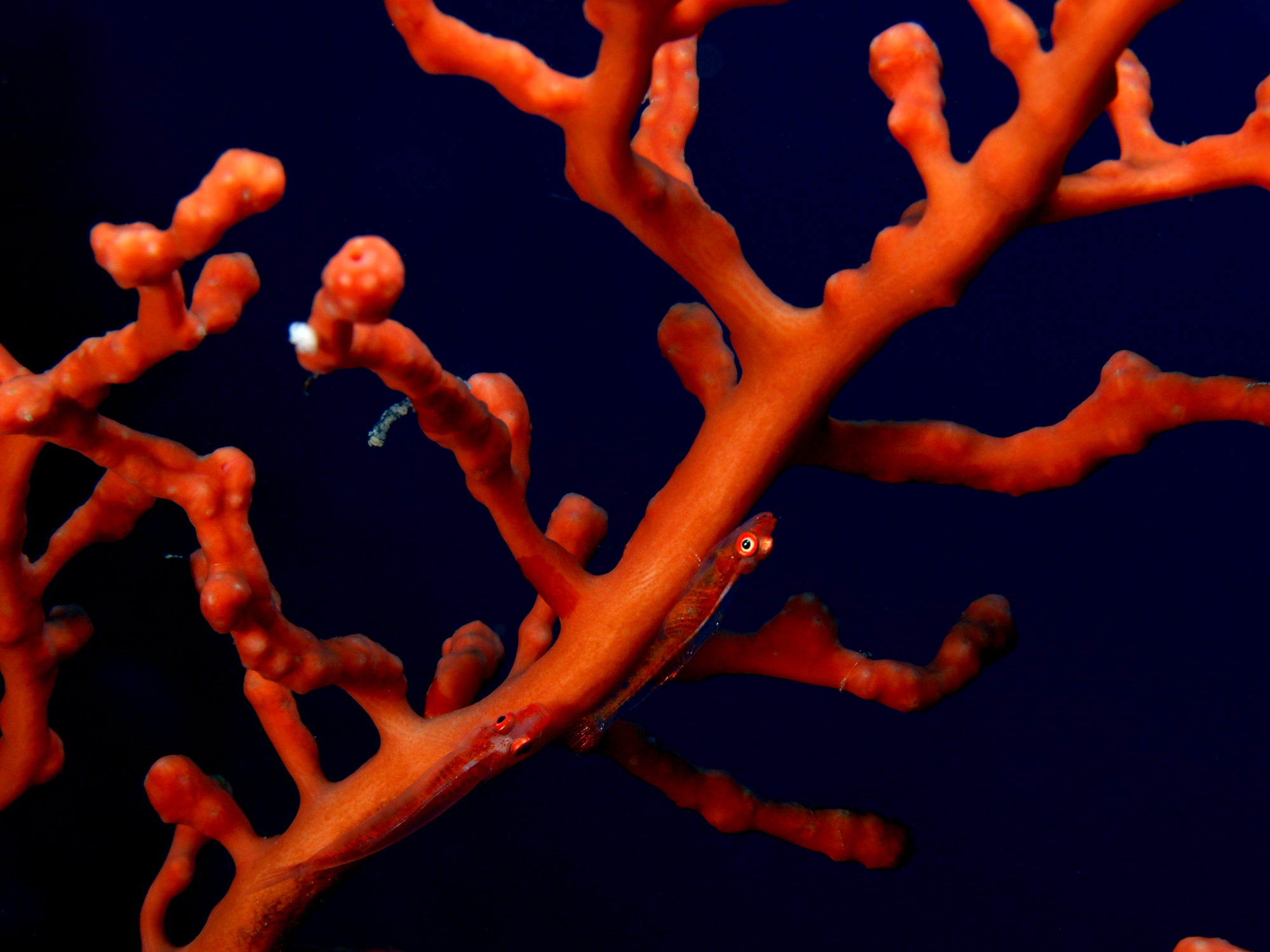
Pleurosicya mossambica

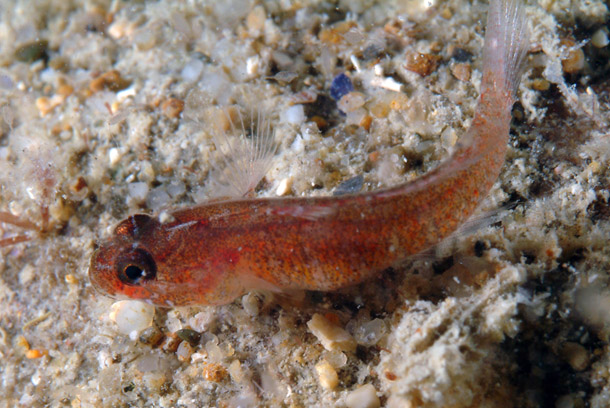
Odondebuenia balearica

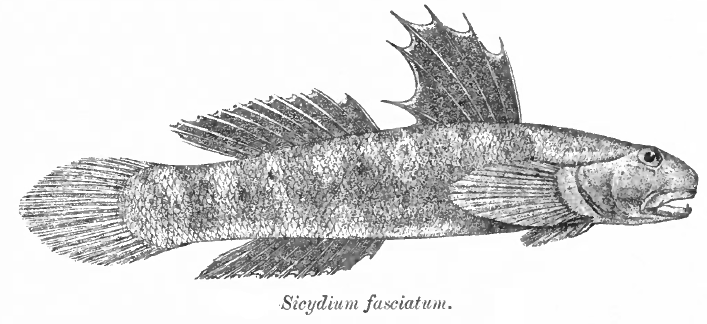
Sicyopterus fasciatus

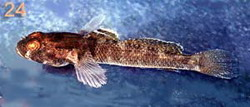
Zebrus zebrus

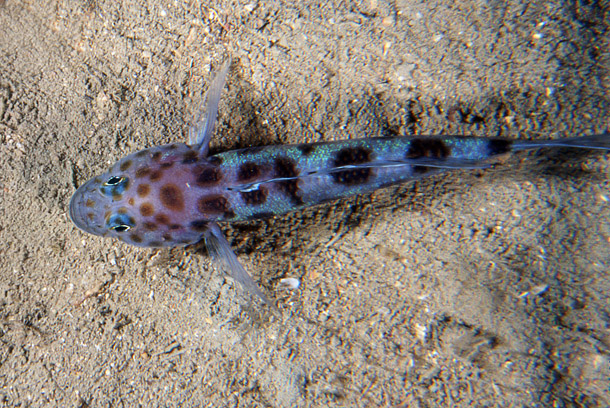
Thorogobius ephippiatus

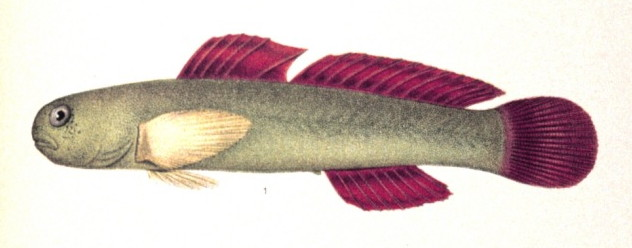
Kelloggella cardinalis

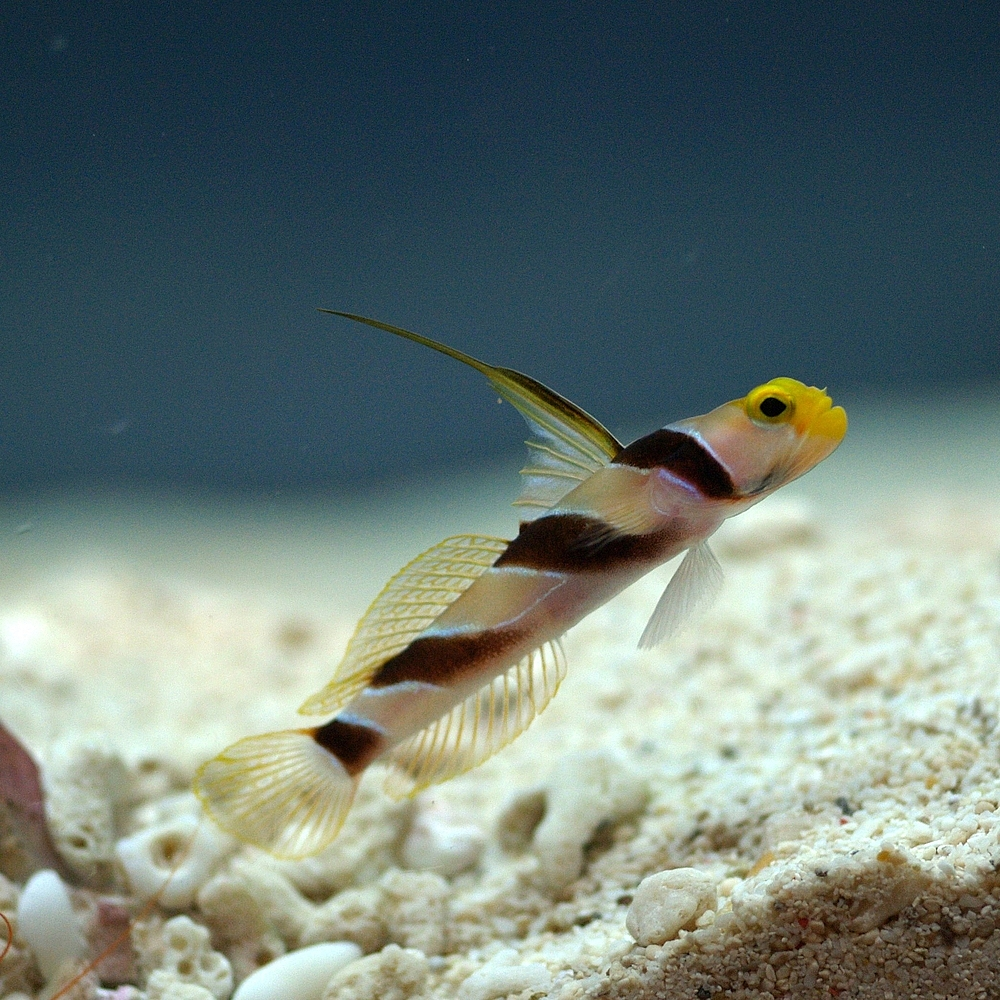
Stonogobiops nematodes

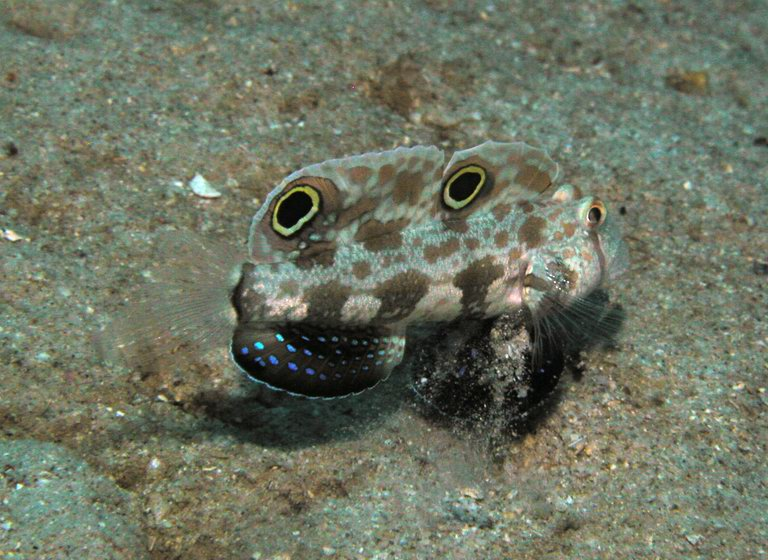
Signigobius biocellatus

Els gòbids (Gobiidae) són una família de peixos teleostis de l'ordre dels perciformes, d'origen tropical, distribuïts a bastament per les aigües litorals i alguns dels seus representants es troben també a les aigües salabroses i a les maresmes i zones palustres. A Europa n'existeixen fins a 19 espècies que poden freqüentar aquests ambients aquàtics.

## Descripció
- Són peixos de mida petita, bentònics, de cos allargat i relativament ample a la part anterior, i que presenten un cap ben desenvolupat.
- Presenten les aletes pèlviques unides entre si formant una petita ventosa que els serveix per a agafar-se a les roques o als accidents del fons.

## Gèneres
- Aboma (Jordan & Starks, 1895)
  - Aboma etheostoma (Jordan & Starks, 1895)
- Acanthogobius (Gill, 1859)[1]
  - Acanthogobius elongatus (Ni & Wu, 1985)[2]
  - Acanthogobius flavimanus (Temminck & Schlegel, 1845)[3]
  - Acanthogobius hasta (Temminck & Schlegel, 1845)[4]
  - Acanthogobius insularis (Shibukawa & Taki, 1996)[5]
  - Acanthogobius lactipes (Hilgendorf, 1879)[6]
  - Acanthogobius luridus (Ni & Wu, 1985)[2]
- Acentrogobius
- Afurcagobius
  - Afurcagobius suppositus (Sauvage, 1880)
  - Afurcagobius tamarensis (Johnston, 1883)
- Akihito
  - Akihito futuna (Keith, Marquet & Watson, 2008)
  - Akihito vanuatu (Watson, Keith & Marquet, 2007)
- Akko
  - Akko brevis (Günther, 1864)
  - Akko dionaea (Birdsong & Robins, 1995)
  - Akko rossi (Van Tassell & Baldwin, 2004)
- Amblychaeturichthys
  - Amblychaeturichthys hexanema (Bleeker, 1853)
  - Amblychaeturichthys sciistius (Jordan & Snyder, 1901)
- Amblyeleotris
- Amblygobius
- Amblyotrypauchen
  - Amblyotrypauchen arctocephalus (Alcock, 1890)
- Amoya
  - Amoya gracilis (Bleeker, 1875)
  - Amoya madraspatensis (Day, 1868)
  - Amoya moloanus (Herre, 1927)
  - Amoya signatus (Peters, 1855)
- Anatirostrum
  - Anatirostrum profundorum (Berg, 1927)
- Aphia
  - Aphia minuta (Risso, 1810)
- Apocryptes
  - Apocryptes bato (Hamilton, 1822)
- Apocryptichthys (Day, 1876)
  - Apocryptichthys sericus (Herre, 1927)
- Apocryptodon
  - Apocryptodon madurensis (Bleeker, 1849)
  - Apocryptodon punctatus (Tomiyama, 1934)
- Arcygobius
  - Arcygobius baliurus (Valenciennes, 1837)
- Arenigobius
  - Arenigobius bifrenatus (Kner, 1865)
  - Arenigobius frenatus (Günther, 1861)
  - Arenigobius leftwichi (Ogilby, 1910)
- Aruma
  - Aruma histrio (Jordan, 1884)
- Asterropteryx
- Astrabe
  - Astrabe fasciata (Akihito & Meguro, 1988)
  - Astrabe flavimaculata (Akihito & Meguro, 1988)
  - Astrabe lactisella (Jordan & Snyder, 1901)
- Aulopareia
  - Aulopareia atripinnatus (Smith, 1931)
  - Aulopareia cyanomos (Bleeker, 1849)
  - Aulopareia janetae (Smith, 1945)
  - Aulopareia unicolor (Valenciennes, 1837)
- Austrolethops
  - Austrolethops wardi (Whitley, 1935)
- Awaous
- Barbulifer
  - Barbulifer antennatus (Böhlke & Robins, 1968)
  - Barbulifer ceuthoecus (Jordan & Gilbert, 1884)
  - Barbulifer enigmaticus (Joyeux, van Tassel & Macieira, 2009)
  - Barbulifer mexicanus (Hoese & Larson, 1985)
  - Barbulifer pantherinus (Pellegrin, 1901)
- Barbuligobius
  - Barbuligobius boehlkei (Lachner & McKinney, 1974)
- Bathygobius
- Benthophiloides
  - Benthophiloides brauneri (Beling & Iljin, 1927)
  - Benthophiloides turcomanus (Iljin, 1941)
- Benthophilus
- Boleophthalmus
- Bollmannia
- Brachyamblyopus
  - Brachyamblyopus brachysoma (Bleeker, 1853)
- Brachygobius
- Bryaninops
- Buenia
  - Buenia affinis (Iljin, 1930)
  - Buenia jeffreysii (Günther, 1867)
- Cabillus
  - Cabillus atripelvicus (Randall, Sakamoto & Shibukawa, 2007)
  - Cabillus lacertops (Smith, 1959)
  - Cabillus macrophthalmus (Weber, 1909)
  - Cabillus tongarevae (Fowler, 1927)
- Caecogobius
  - Caecogobius cryptophthalmus (Berti & Ercolini, 1991)
- Caffrogobius
- Calamiana
  - Calamiana illota (Larson, 1999)[7]
  - Calamiana kabilia (Herre, 1940)
  - Calamiana mindora (Herre, 1945)[8]
  - Calamiana polylepis (Wu & Ni, 1985)
  - Calamiana variegata (Peters, 1868)[9]
- Callogobius (Bleeker, 1874)[10]
- Caragobius (Smith & Seale, 1906)[11]
  - Caragobius burmanicus (Hora, 1926)
  - Caragobius rubristriatus (Saville-Kent, 1889)
  - Caragobius urolepis (Bleeker, 1852)
- Caspiosoma (Iljin, 1927)
  - Caspiosoma caspium (Kessler, 1877)
- Chaenogobius
- Chaeturichthys
  - Chaeturichthys stigmatias (Richardson, 1844)
- Chasmichthys
  - Chasmichthys dolichognathus (Hilgendorf, 1879)
  - Chasmichthys gulosus (Sauvage, 1882)
- Chiramenu
  - Chiramenu fluviatilis (Rao, 1971)
- Chlamydogobius
- Chonophorus
  - Chonophorus macrorhynchus (Bleeker, 1867)
  - Chonophorus pallidus (Valenciennes, 1837)
- Chriolepis
- Chromogobius
  - Chromogobius britoi (Van Tassell, 2001)
  - Chromogobius quadrivittatus (Steindachner, 1863)
  - Chromogobius zebratus (Kolombatovic, 1891)
- Clariger
  - Clariger chionomaculatus (Shiogaki, 1988)
  - Clariger cosmurus (Jordan & Snyder, 1901)
  - Clariger exilis (Snyder, 1911)
  - Clariger papillosus (Ebina, 1935)
- Clevelandia
  - Clevelandia ios (Jordan & Gilbert, 1882)
- Corcyrogobius
  - Corcyrogobius liechtensteini (Kolombatovic, 1891)
  - Corcyrogobius lubbocki (Miller, 1988)
- Coryogalops
- Coryphopterus
- Cotylopus
  - Cotylopus acutipinnis (Guichenot, 1863)
  - Cotylopus rubripinnis (Keith, Hoareau & Bosc, 2005)
- Cristatogobius
- Croilia
  - Croilia mossambica (Smith, 1955)
- Cryptocentroides
  - Cryptocentroides arabicus (Gmelin, 1789)
  - Cryptocentroides insignis (Seale, 1910)
- Cryptocentrus
- Crystallogobius
  - Crystallogobius linearis (von Düben, 1845)
- Ctenogobiops
- Ctenogobius
- Ctenotrypauchen
  - Ctenotrypauchen chinensis (Steindachner, 1867)
- Deltentosteus
  - Deltentosteus collonianus (Risso, 1820)
  - Deltentosteus quadrimaculatus (Valenciennes, 1837)
- Didogobius
- Discordipinna
  - Discordipinna griessingeri (Hoese & Fourmanoir, 1978)
- Drombus
- Ebomegobius
  - Ebomegobius goodi (Herre, 1946)
- Echinogobius (Iwata, Hosoya & Niimura, 1998)
  - Echinogobius hayashii (Iwata, Hosoya & Niimura, 1998)
- Economidichthys
  - Economidichthys pygmaeus (Holly, 1929)
  - Economidichthys trichonis (Economidis & Miller, 1990)
- Egglestonichthys
  - Egglestonichthys bombylios (Larson & Hoese, 1996)
  - Egglestonichthys melanoptera (Visweswara Rao, 1971)
  - Egglestonichthys patriciae (Miller & Wongrat, 1979)
- Ego
  - Ego zebra (Randall, 1994)
- Elacatinus
- Eleotrica
  - Eleotrica cableae (Ginsburg, 1933)
- Enypnias
  - Enypnias aceras (Ginsburg, 1939)
  - Enypnias seminudus (Günther, 1861)
- Eucyclogobius
  - Eucyclogobius newberryi (Girard, 1856)
- Eugnathogobius
- Eutaeniichthys
  - Eutaeniichthys gilli (Jordan & Snyder, 1901)
- Evermannia
  - Evermannia erici (Bussing, 1983)
  - Evermannia longipinnis (Steindachner, 1879)
  - Evermannia panamensis (Gilbert & Starks, 1904)
  - Evermannia zosterura (Jordan & Gilbert, 1882)
- Evermannichthys
- Eviota
- Evorthodus
  - Evorthodus lyricus (Girard, 1858)
  - Evorthodus minutus (Meek & Hildebrand, 1928)
- Exyrias
  - Exyrias akihito (Allen & Randall, 2005)
  - Exyrias belissimus (Smith, 1959)
  - Exyrias ferrarisi (Murdy, 1985)
  - Exyrias puntang (Bleeker, 1851)
- Favonigobius
- Feia
  - Feia dabra (Winterbottom, 2005)
  - Feia nota (Gill & Mooi, 1999)
  - Feia nympha (Smith, 1959)
  - Feia ranta (Winterbottom, 2003)
- Flabelligobius
  - Flabelligobius fourmanoiri (Smith, 1956)
  - Flabelligobius latruncularia (Klausewitz, 1974)
  - Flabelligobius smithi (Chen & Fang, 2003)
- Fusigobius
- Gammogobius (Bath, 1971)
  - Gammogobius steinitzi (Bath, 1971)
- Gillichthys
  - Gillichthys mirabilis (Cooper, 1864)
  - Gillichthys seta (Ginsburg, 1938)
- Ginsburgellus
  - Ginsburgellus novemlineatus (Fowler, 1950)
- Gladiogobius
  - Gladiogobius ensifer (Herre, 1933)
- Glossogobius
- Gnatholepis
- Gobiodon
- Gobioides
- Gobionellus
- Gobiopsis
- Gobiopterus
- Gobiosoma
- Gobius
- Gobiusculus
  - Gobiusculus flavescens (Fabricius, 1779)
- Gobulus
  - Gobulus birdsongi (Hoese & Reader, 2001)
  - Gobulus crescentalis (Gilbert, 1892)
  - Gobulus hancocki (Ginsburg, 1938)
  - Gobulus myersi (Ginsburg, 1939)
- Gorogobius
  - Gorogobius nigricinctus (Delais, 1951)
  - Gorogobius stevcici (Kovacic & Schliewen, 2008)
- Grallenia (Shibukawa & Iwata, 2007)
  - Grallenia arenicola (Shibukawa & Iwata, 2007)
  - Grallenia lipi (Shibukawa & Iwata, 2007)
- Gymneleotris
  - Gymneleotris seminuda (Günther, 1864)
- Gymnoamblyopus (Murdy & Ferraris, 2003)
  - Gymnoamblyopus novaeguineae (Murdy & Ferraris, 2003)
- Gymnogobius
- Hazeus (Jordan & Snyder, 1901)[12]
  - Hazeus elati (Goren, 1984)[13]
  - Hazeus maculipinna (Randall & Goren, 1993)[14]
  - Hazeus otakii (Jordan & Snyder, 1901)[15]
- Hemigobius (Bleeker, 1874)[10]
  - Hemigobius hoevenii (Bleeker, 1851)[16]
  - Hemigobius mingi (Herre, 1936)[17]
- Hetereleotris (Bleeker, 1874)[10]
- Heterogobius (Bleeker, 1874)
  - Heterogobius chiloensis (Guichenot, 1848)[18]
- Heteroplopomus (Tomiyama, 1936)[19]
  - Heteroplopomus barbatus (Tomiyama, 1934)[20]
- Hyrcanogobius
  - Hyrcanogobius bergi (Iljin, 1928)
- Ilypnus
  - Ilypnus gilberti (Eigenmann & Eigenmann, 1889)
  - Ilypnus luculentus (Ginsburg, 1938)
- Istigobius
- Karsten
  - Karsten totoyensis (Garman, 1903)
- Kelloggella
- Knipowitschia
- Koumansetta (Whitley, 1940)
  - Koumansetta hectori (Smith, 1957)
  - Koumansetta rainfordi (Whitley, 1940)
- Larsonella
  - Larsonella pumila (Larson & Hoese, 1980)
- Lebetus
  - Lebetus guilleti (Le Danois, 1913)
  - Lebetus scorpioides (Collett, 1874)
- Lentipes
- Lepidogobius (Gill, 1859)
  - Lepidogobius lepidus (Girard, 1858)
- Lesueurigobius
- Lethops
  - Lethops connectens (Hubbs, 1926)
- Leucopsarion
  - Leucopsarion petersii (Hilgendorf, 1880)
- Lobulogobius
  - Lobulogobius morrigu (Larson, 1983)
  - Lobulogobius omanensis (Koumans, 1944)
- Lophiogobius (Günther, 1873)
  - Lophiogobius ocellicauda (Günther, 1873)
- Lophogobius
  - Lophogobius bleekeri (Popta, 1921)
  - Lophogobius cristulatus (Ginsburg, 1939)
  - Lophogobius cyprinoides (Pallas, 1770)
- Lotilia
  - Lotilia graciliosa (Klausewitz, 1960)
- Lubricogobius
  - Lubricogobius dinah (Randall & Senou, 2001)
  - Lubricogobius exiguus (Tanaka, 1915)
  - Lubricogobius ornatus (Fourmanoir, 1966)
  - Lubricogobius tre (Prokofiev, 2009)
- Luciogobius
- Luposicya (Smith, 1959)
  - Luposicya lupus (Smith, 1959)
- Lythrypnus
- Macrodontogobius
  - Macrodontogobius wilburi (Herre, 1936)
- Mahidolia
  - Mahidolia mystacina (Valenciennes, 1837)
- Mangarinus
  - Mangarinus waterousi (Herre, 1943)
- Mauligobius
  - Mauligobius maderensis (Valenciennes, 1837)
  - Mauligobius nigri (Günther, 1861)
- Mesogobius
  - Mesogobius batrachocephalus (Pallas, 1814)
  - Mesogobius nigronotatus (Kessler, 1877)
  - Mesogobius nonultimus (Iljin, 1936)
- Microgobius
- Millerigobius
  - Millerigobius macrocephalus (Kolombatovic, 1891)
- Minysicya (Larson, 2002)
  - Minysicya caudimaculata (Larson, 2002)
- Mistichthys
  - Mistichthys luzonensis (Smith, 1902)
- Mugilogobius
- Myersina
- Nematogobius
  - Nematogobius ansorgii (Boulenger, 1910)
  - Nematogobius brachynemus (Pfaff, 1933)
  - Nematogobius maindroni (Sauvage, 1880)
- Neogobius
- Nes (Ginsburg, 1933)
  - Nes longus (Nichols, 1914)
- Nesogobius
  - Nesogobius greeni (Hoese & Larson, 2006)
  - Nesogobius hinsbyi (McCulloch & Ogilby, 1919)
  - Nesogobius macculochi (Hoese & Larson, 2006)
  - Nesogobius pulchellus (Castelnau, 1872)
- Obliquogobius
- Odondebuenia (de Buen, 1930)
  - Odondebuenia balearica (Pellegrin & Fage, 1907)
- Odontamblyopus
- Oligolepis
- Ophiogobius
  - Ophiogobius jenynsi (Hoese, 1976)
  - Ophiogobius ophicephalus (Jenyns, 1842)
- Oplopomops
  - Oplopomops diacanthus (Schultz, 1943)
- Oplopomus
  - Oplopomus caninoides (Bleeker, 1852)
  - Oplopomus oplopomus (Valenciennes, 1837)
- Opua
  - Opua atherinoides (Peters, 1855)
  - Opua elati (Goren, 1984)
  - Opua nephodes (Jordan, 1925)
- Oxuderces
  - Oxuderces dentatus (Eydoux & Souleyet, 1850)
  - Oxuderces wirzi (Koumans, 1937)
- Oxyurichthys
- Padogobius
  - Padogobius bonelli (Bonaparte, 1846)
  - Padogobius nigricans (Canestrini, 1867)
- Paedogobius
  - Paedogobius kimurai (Iwata, Hosoya & Larson, 2001)
- Palatogobius
  - Palatogobius grandoculus (Greenfield, 2002)
  - Palatogobius paradoxus (Gilbert, 1971)
- Palutrus
  - Palutrus meteori (Klausewitz & Zander, 1967)
  - Palutrus pruinosa (Jordan & Seale, 1906)
  - Palutrus reticularis (Smith, 1959)
  - Palutrus scapulopunctatus (de Beaufort, 1912)
- Pandaka
- Papillogobius (Gill & Miller, 1990)
  - Papillogobius punctatus (Gill & Miller, 1990)
- Papuligobius
  - Papuligobius ocellatus (Fowler, 1937)
  - Papuligobius uniporus (Chen & Kottelat, 2003)
- Parachaeturichthys
  - Parachaeturichthys ocellatus (Day, 1873)
  - Parachaeturichthys polynema (Bleeker, 1853)
- Paragobiodon
- Paragobiopsis (Koumans, 1941)
  - Paragobiopsis orbicularis (Visweswara Rao, 1971)
- Parapocryptes
  - Parapocryptes batoides (Day, 1876)
  - Parapocryptes maculatus (Oshima, 1926)[21]
  - Parapocryptes rictuosus (Valenciennes, 1837)
  - Parapocryptes serperaster (Richardson, 1846)
- Parasicydium (Risch, 1980)
  - Parasicydium bandama (Risch, 1980)
- Paratrimma (Hoese & Brothers, 1976)[22]
  - Paratrimma nigrimenta (Hoese & Brothers, 1976)[23]
  - Paratrimma urospila (Hoese & Brothers, 1976)[23]
- Paratrypauchen (Murdy, 2008)
  - Paratrypauchen microcephalus (Bleeker, 1860)
- Parawaous
  - Parawaous megacephalus (Fowler, 1905)
- Pariah
  - Pariah scotius (Böhlke, 1969)
- Parkraemeria
  - Parkraemeria ornata (Whitley, 1951)
- Parrella
- Pascua
  - Pascua caudilinea (Randall, 2005)
- Periophthalmodon
  - Periophthalmodon chrysospilos (Bleeker, 1852)
  - Periophthalmodon freycineti (Valenciennes, 1837)
  - Periophthalmodon schlosseri (Pallas, 1770)
  - Periophthalmodon septemradiatus (Hamilton, 1822)
- Periophthalmus
- Phyllogobius
  - Phyllogobius platycephalops (Smith, 1964)
- Platygobiopsis
  - Platygobiopsis akihito (Springer & Randall, 1992)
  - Platygobiopsis dispar (Prokofiev, 2008)
  - Platygobiopsis tansei (Okiyama, 2008)
- Pleurosicya
- Polyspondylogobius
  - Polyspondylogobius sinensis (Kimura & Wu, 1994)
- Pomatoschistus
- Porogobius
  - Porogobius schlegelii (Günther, 1861)
- Potamischus
- Priolepis
- Proterorhinus
  - Proterorhinus marmoratus (Pallas, 1811)
  - Proterorhinus semilunaris (Heckel, 1837)
  - Proterorhinus semipellucidus (Kessler, 1877)
  - Proterorhinus tataricus (Freyhof & Naseka, 2007)
- Psammogobius
  - Psammogobius biocellatus (Valenciennes, 1837)
  - Psammogobius knysnaensis (Smith, 1935)
- Pseudaphya (Iljin, 1930)
  - Pseudaphya ferreri (de Buen O. & Fage, 1908)
- Pseudapocryptes (Bleeker, 1874)
  - Pseudapocryptes borneensis (Bleeker, 1855)[24]
  - Pseudapocryptes elongatus (Cuvier, 1816)[25]
- Pseudogobiopsis (Koumans, 1935)
  - Pseudogobiopsis festivus (Larson, 2009)[26]
- Pseudogobius
- Pseudorhinogobius
  - Pseudorhinogobius aporus (Zhong & Wu, 1998)
- Pseudotrypauchen
  - Pseudotrypauchen multiradiatus (Hardenberg, 1931)
- Psilogobius (Baldwin, 1972)
  - Psilogobius mainlandi (Baldwin, 1972)[27]
  - Psilogobius prolatus (Watson & Lachner, 1985)[28]
  - Psilogobius randalli (Goren & Karplus, 1983)[29]
- Psilotris (Ginsburg, 1953)
- Pterogobius (Gill, 1863)
  - Pterogobius elapoides (Günther, 1872)[30]
  - Pterogobius virgo (Temminck & Schlegel, 1845)[31]
  - Pterogobius zacalles (Jordan & Snyder, 1901)[32]
  - Pterogobius zonoleucus (Jordan & Snyder, 1901)[32]
- Pycnomma (Rutter, 1904)
  - Pycnomma roosevelti (Ginsburg, 1939)[33]
  - Pycnomma semisquamatum (Rutter, 1904)[34]
- Quietula
  - Quietula guaymasiae (Jenkins & Evermann, 1889)
  - Quietula y-cauda (Jenkins & Evermann, 1889)
- Redigobius
- Rhinogobiops
  - Rhinogobiops nicholsii (Bean, 1882)
- Rhinogobius
- Risor (Ginsburg, 1933)
  - Risor ruber (Rosén, 1911)
- Robinsichthys
  - Robinsichthys arrowsmithensis (Birdsong, 1988)
- Sagamia
  - Sagamia geneionema (Hilgendorf, 1879)
- Scartelaos
  - Scartelaos cantoris (Day, 1871)
  - Scartelaos gigas (Chu & Wu, 1963)
  - Scartelaos histophorus (Valenciennes, 1837)
  - Scartelaos tenuis (Day, 1876)
- Schismatogobius
- Sicydium
- Sicyopterus
- Sicyopus
- Signigobius
  - Signigobius biocellatus (Hoese & Allen, 1977)
- Silhouettea
- Siphonogobius
  - Siphonogobius nue (Shibukawa & Iwata, 1998)
- Speleogobius
  - Speleogobius trigloides (Zander & Jelinek, 1976)
- Stenogobius
- Stigmatogobius
- Stiphodon
- Stonogobiops
- Sueviota
  - Sueviota aprica (Winterbottom & Hoese, 1988)
  - Sueviota atrinasa (Winterbottom & Hoese, 1988)
  - Sueviota lachneri (Winterbottom & Hoese, 1988)
  - Sueviota larsonae (Winterbottom & Hoese, 1988)
- Sufflogobius
  - Sufflogobius bibarbatus (von Bonde, 1923)
- Suruga
  - Suruga fundicola (Jordan & Snyder, 1901)
- Synechogobius
  - Synechogobius ommaturus (Richardson, 1845)
- Taenioides
- Tamanka
  - Tamanka maculata (Aurich, 1938)
  - Tamanka siitensis (Herre, 1927)
- Tasmanogobius
  - Tasmanogobius gloveri (Hoese, 1991)
  - Tasmanogobius lasti (Hoese, 1991)
  - Tasmanogobius lordi (Scott, 1935)
- Thorogobius
  - Thorogobius angolensis (Norman, 1935)
  - Thorogobius ephippiatus (Lowe, 1839)
  - Thorogobius macrolepis (Kolombatovic, 1891)
  - Thorogobius rofeni (Miller, 1988)
- Tigrigobius (Fowler, 1931)
- Tomiyamichthys
  - Tomiyamichthys alleni (Iwata, Ohnishi & Hirata, 2000)[35]
  - Tomiyamichthys fourmanoiri (Smith, 1956)
  - Tomiyamichthys lanceolatus (Yanagisawa, 1978)
  - Tomiyamichthys latruncularius (Klausewitz, 1974)
  - Tomiyamichthys oni (Tomiyama, 1936)[36]
  - Tomiyamichthys praealta (Lachner & McKinney, 1981)
  - Tomiyamichthys smithi (Chen & Fang, 2003)
  - Tomiyamichthys tanyspilus (Randall & Chen, 2007)[37]
- Triaenopogon
  - Triaenopogon microsquamis (Wu, 1931)
- Tridentiger
- Trimma
- Trimmatom
- Trypauchen
  - Trypauchen pelaeos (Murdy, 2006)[38]
  - Trypauchen raha (Popta, 1922)
  - Trypauchen taenia (Koumans, 1953)[39]
  - Trypauchen vagina (Bloch & Schneider, 1801)[40]
- Trypauchenichthys (Bleeker, 1860)
  - Trypauchenichthys larsonae (Murdy, 2008)[41]
  - Trypauchenichthys sumatrensis (Hardenberg, 1931)[42]
  - Trypauchenichthys typus  (Bleeker, 1860)[43]
- Trypauchenopsis (Volz, 1903)[44]
  - Trypauchenopsis intermedius (Volz, 1903)[44]
- Tryssogobius
- Tukugobius
  - Tukugobius philippinus (Herre, 1927)
- Typhlogobius
  - Typhlogobius californiensis (Steindachner, 1879)
- Valenciennea
- Vanderhorstia
- Vanneaugobius
  - Vanneaugobius canariensis (Van Tassell, Miller & Brito, 1988)
  - Vanneaugobius dollfusi (Brownell, 1978)
  - Vanneaugobius pruvoti (Fage, 1907)
- Varicus
  - Varicus bucca (Robins & Böhlke, 1961)
  - Varicus marilynae (Gilmore, 1979)
- Vomerogobius (Gilbert, 1971)
  - Vomerogobius flavus (Gilbert, 1971)
- Wheelerigobius
  - Wheelerigobius maltzani (Steindachner, 1881)
  - Wheelerigobius wirtzi (Miller, 1988)
- Yongeichthys
  - Yongeichthys criniger (Valenciennes, 1837)
  - Yongeichthys nebulosus (Forsskål, 1775)
  - Yongeichthys thomasi (Boulenger, 1916)
  - Yongeichthys tuticorinensis (Fowler, 1925)
- Zappa
  - Zappa confluentus (Roberts, 1978)
- Zebrus
  - Zebrus zebrus (Risso, 1826)
- Zosterisessor
  - Zosterisessor ophiocephalus (Pallas, 1811)[45]